# Leptodeuterocopus
Leptodeuterocopus là một chi bướm đêm thuộc họ Pterophoridae.

## Các loài
- Leptodeuterocopus angulatus Gielis, 2006
- Leptodeuterocopus citrogaster Fletcher, 1910
- Leptodeuterocopus duchicela Gielis, 2006
- Leptodeuterocopus exquisitus (Meyrick, 1921)
- Leptodeuterocopus fortunatus (Meyrick, 1921)
- Leptodeuterocopus gratus (Meyrick, 1921)
- Leptodeuterocopus hipparchus (Meyrick, 1921)
- Leptodeuterocopus neales (Walsingham, 1915)
- Leptodeuterocopus panamaensis Gielis, 2006
- Leptodeuterocopus sochchoroides Fletcher, 1910
- Leptodeuterocopus sorongensis Gielis & de Vos, 2006
- Leptodeuterocopus trinidad Gielis, 1996
- Leptodeuterocopus tungurahue Gielis, 2006
- Leptodeuterocopus zonites (Meyrick, 1913)